# Fireforge
Fireforge，是美国一家游戏公司，于2011年成立，于2016年申请破产。

## 简介
2011年，Fireforge由前暴雪娱乐员工Tim Campbell在美国加利福尼亚州成立，时任腾讯美国总经理及游戏副总经理的Brad Bao在之后主导了对Fireforge的投资。
2016年，雷蛇下属公司Min Productions（雷蛇CEO陈民亮在新加坡成立的私有化工作室）将Fireforge告上法庭，指责Fireforge没有完成游戏开发的合同，并使用投资资金研发腾讯的游戏。Fireforge表示他们是在雷蛇停止投资后，才开始为腾讯开发游戏新作。随着该工作室申请破产，目前两家的官司暂停处理。
2016年7月12日，Fireforge开发的游戏《捉鬼敢死队》由动视发行，但该游戏销售后获得普遍负面的评价。在Metacritic中，主机版本的评价只有31分（满分100），PC版本的评价只有40分（满分100）。
2016年7月15日，Fireforge首次满足美国破产法。2016年7月29日完成整体的备案。根据透露的文件，Fireforge拖欠几个投资商大量欠款，其中最大一笔欠款的债主为腾讯（腾讯拥有Fireforge37%的股份），总额达1120万美元（约7504万人民币）。Fireforge拖欠Min Productions70万美元债务。
在2011年到2016年间，Fireforge曾经打算开发两款MOBA类游戏，一款是雷蛇投资代号为“Zeus”的游戏，而另一款则是腾讯投资代号为“Atlas”的游戏项目，最终两款游戏都没有完成开发。从Fireforge与雷蛇的对话中，Fireforge为腾讯开发的游戏已经完成开发。